# Koi-Koi

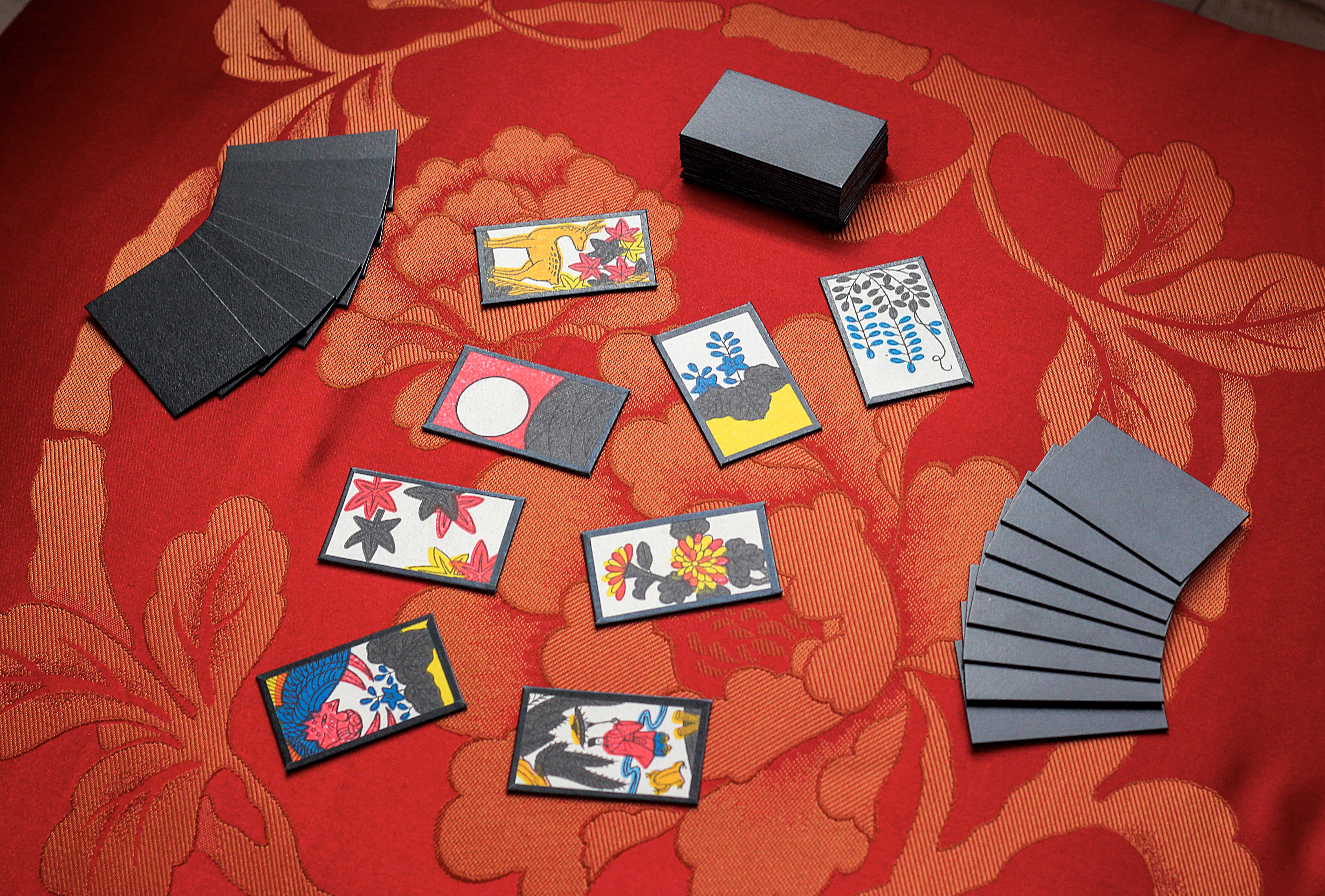
Một ván bài Koi Koi sử dụng bộ bài Hanafuda

Koi Koi (Hiragana: こいこい, nghĩa là "tiếp tục") là một trò chơi bài ở Nhật Bản sử dụng bộ bài hanafuda.
Mục tiêu của trò chơi là có được các thế bài đặc biệt được gọi là yaku (tiếng Nhật: 役) để ghi điểm từ bộ bài, người chơi có thể có được các lá bài trong vùng ghi điểm của mình bằng việc kết hợp các quân bài trên tay, hoặc bốc từ trong chồng bài bốc, với các lá bài trên bàn. Sau khi người chơi có một yaku, người chơi đó có thể dừng ván đấu để nhận điểm, hoặc tiếp tục koi koi để lấy thêm yaku, khi đó được tính nhiều điểm hơn. Các lá bài riêng lẻ cũng có những giá trị điểm riêng, nhưng không ảnh hưởng tới việc tính điểm của yaku mà để xây dựng nên các yaku.

## Thiết lập ván đấu
Trong mỗi vòng đấu, người chia bài được gọi là nhà cái (tiếng Nhật: 親, oya), việc ai làm nhà cái trong vòng đấu đầu tiên có thể được xác định thông qua thoả thuận, hoặc là bốc thăm ngẫu nhiên như chơi kéo búa bao. Một cách khác để xác định là sử dụng chính bộ bài hanafuda: các người chơi bốc một lá ngẫu nhiên trong chồng bài, lá bài của người chơi nào có tháng sớm nhất sẽ làm nhà cái; nếu có tháng bằng nhau thì lá bài của ai có giá trị lớn hơn sẽ làm nhà cái. Người chơi còn lại được gọi là nhà con (tiếng Nhật: 子, ko).
Người chia bài sẽ chia 8 lá cho nhà con trước, sau đó chia và mở 8 lá trên bàn ra, sau đó sẽ tự chia 8 lá bài cho mình, phần còn lại sẽ trở thành chồng bài bốc và người làm nhà cái sẽ là người đi trước.
Koi Koi sử dụng bộ bài Hanafuda, với 48 quân bài được chia làm 12 tháng như sau: 
| Tháng / chất Hoa / Cây        | Hikari (20 điểm) | Hikari (20 điểm)                          | Tane (10 điểm) | Tane (10 điểm)       | Tanzaku (5 điểm) | Tanzaku (5 điểm)    | Kasu (1 điểm) | Kasu (1 điểm) |
| ----------------------------- | ---------------- | ----------------------------------------- | -------------- | -------------------- | ---------------- | ------------------- | ------------- | ------------- |
| Tháng Một Cây thông           |                  | Con sếu và Mặt trời                       |                |                      |                  | Tanzaku với câu thơ |               | 2 lá          |
| Tháng Hai Hoa mơ              |                  |                                           |                | Vành khuyên Nhật Bản |                  | Tanzaku với câu thơ |               | 2 lá          |
| Tháng Ba Hoa anh đào          |                  | Cái rèm                                   |                |                      |                  | Tanzaku với câu thơ |               | 2 lá          |
| Tháng Tư Hoa tử đằng          |                  |                                           |                | Chim cu cu           |                  | Tanzaku trống không |               | 2 lá          |
| Tháng Năm Hoa diên vĩ         |                  |                                           |                | Cầu Yatsuhashi       |                  | Tanzaku trống không |               | 2 lá          |
| Tháng Sáu Hoa mẫu đơn         |                  |                                           |                | Bươm bướm            |                  | Tanzaku màu xanh    |               | 2 lá          |
| Tháng Bảy Mã biên thảo        |                  |                                           |                | Heo rừng             |                  | Tanzaku trống không |               | 2 lá          |
| Tháng Tám Cây chè vè          |                  | Trăng tròn                                |                | Con ngỗng            |                  |                     |               | 2 lá          |
| Tháng Chín Hoa cúc            |                  |                                           |                | Chén rượu sake       |                  | Tanzaku màu xanh    |               | 2 lá          |
| Tháng Mười Cây phong          |                  |                                           |                | Con hươu             |                  | Tanzaku màu xanh    |               | 2 lá          |
| Tháng Mười một* Cây liễu      |                  | Ono no Michikaze hay hình một người cầm ô |                | Chim én              |                  | Tanzaku trống không | (Sấm sét)     | 1 lá          |
| Tháng Mười hai* Cây hông lông |                  | Phượng hoàng                              |                |                      |                  |                     |               | 3 lá          |

## Tiến trình chơi

### Hành động
Trong lượt của một người chơi, người chơi đó có thể ghép các quân bài cùng tháng (1 lá trong tay người chơi và 1 lá trên bàn chơi) và đem cả hai lá bài đó về khu vực ghi điểm của mình. Nếu như không thể ghép, người chơi sẽ phải đánh một quân bài ra bàn. 
Sau khi ghép quân hoặc đánh quân, người chơi sẽ bốc một lá bài từ chồng bài bốc. Nếu như quân bài bốc mới này có thể ghép với một quân trên bàn, người chơi sẽ ghép hai quân và trả về khu ghi điểm của mình, nếu không thể ghép thì quân bài bốc này sẽ nằm trên bàn.
Nếu lựa chọn ghép quân có thể ghép được từ hai lá trở lên, người chơi có quyền lựa chọn 1 trong 2 quân, còn nếu có cả 3 lựa chọn ghép thì người chơi sẽ hạ cả 4 quân xuống khu ghi điểm.
Lượt chơi sẽ kết thúc nếu người chơi không thể ghép được bài sau khi đã bốc bài.

### Yaku và Koi Koi
Sau khi lượt chơi kết thúc, nếu trong lượt đó người chơi hoàn thành ít nhất một yaku, khi đó người này phải đưa ra quyết định: Hoặc dừng vòng chơi ngay lập tức để ghi điểm, hoặc hô koi koi để ghi được nhiều điểm hơn. Khi đã hô koi koi, nếu đối phương có được yaku và chiến thắng trước, đối phương sẽ được nhân đôi số điểm (và người gọi koi koi sẽ không được điểm nào). Nếu người chơi sau khi tính điểm, có các yaku với tổng điểm từ 7 trở lên, sẽ được nhân đôi số điểm thu về. Hơn nữa, nếu người chơi có từ 7 điểm trở lên và đối phương hô koi koi, người chơi này sẽ được gấp bốn lần số điểm (hai lần gấp đôi từ koi koi và thưởng 7 điểm trở lên). 
Trong trường hợp cả hai người chơi đều không ghi được một yaku nào khi đã hết chồng bài bốc, nhà cái được thưởng 1 điểm và được giữ quyền làm cái cho vòng đấu sau. Nếu có người chiến thắng, người chiến thắng vòng đấu trước sẽ trở thành nhà cái của vòng đấu sau, và bộ bài sẽ được chia lại từ đầu cho vòng đấu mới. 
Dưới đây là bảng các yaku trong Koi Koi. Lưu ý rằng các yaku có thể được tính chồng lên nhau. (Ví dụ, với yaku Akatan nếu có thêm hai lá tanzaku nữa có thể được chồng thêm với yaku Tanzaku)
| Số điểm | Yaku                                                                    | Kết hợp                                                            | Ví dụ |
| ------- | ----------------------------------------------------------------------- | ------------------------------------------------------------------ | ----- |
| 10      | Gokō (五光) "Ngũ Quang"                                                 | 5 lá 20 điểm                                                       |       |
| 8       | Shikō (四光) "Tứ Quang"                                                 | Bốn lá 20 điểm trừ lá Ono no Michikaze của tháng 11.               |       |
| 7       | Ame-Shikō (雨四光) "Vũ Tứ Quang"                                        | Bốn lá 20 điểm, với lá Ono no Michizake của tháng 11.              |       |
| 5       | Sankō (三光) "Tam Quang"                                                | Ba lá 20 điểm, trong đó không có lá Ono no Michizake.              |       |
| 5       | Tsukimi-zake (月見酒) "Nguyệt Kiến Tửu" (thưởng rượu ngắm trăng)        | Lá mặt trăng và cốc rượu (của tháng 8 và tháng 9)                  |       |
| 5       | Hanami-zake (花見酒) "Hoa Kiến Tửu" (thưởng rượu ngắm hoa đào)          | Lá 20 điểm tháng 3 và lá 10 điểm của tháng 9.                      |       |
| 5       | Inoshikachō (猪鹿蝶) "Lợn rừng, Nai và Bướm"                            | Lá Lợn rừng, Nai và Bướm.                                          |       |
| 1       | Tane (タネ)                                                             | 5 lá 10 điểm bất kì. Thưởng thêm 1 điểm cho mỗi lá 10 điểm.        |       |
| 10      | Akatan Aotan no Chōfuku (赤短・青短の重複) Thơ đỏ, Tanzaku xanh kết hợp | Cả ba lá thơ đỏ và ba lá tanzaku màu xanh.                         |       |
| 5       | Akatan (赤短) "Tanzaku đỏ"                                              | Cả ba lá tanzaku đỏ có thơ.                                        |       |
| 5       | Aotan (青短) Tanzaku xanh                                               | Cả ba lá tanzaku xanh.                                             |       |
| 1       | Tanzaku (短冊)                                                          | 5 lá tanzaku bất kì. Thưởng thêm 1 điểm cho mỗi lá tanzaku thêm.   |       |
| 1       | Kasu (カス)                                                             | 10 lá 1 điểm bất kì. Thưởng thêm 1 điểm cho mỗi lá 1 điểm có thêm. |       |

Lá bài cốc rượu Sake  là lá bài đặc biệt: Dù vốn là lá bài 10 điểm, nhưng nó được tính như lá bài 10 điểm và lá bài 1 điểm cùng một lúc, tức là cũng có thể được sử dụng trong yaku Kasu. Một số luật chơi tính lá bài này là 1 lá 10 điểm hoặc tương đương với 2 lá 1 điểm.

### Đặc biệt
Sau khi nhận được 8 lá bài chia ra, nếu người chơi có một trong hai yaku đặc biệt dưới đây thì ngay lập tức sẽ được thưởng 6 điểm: 
- Teshi (手四): Trong bài có 4 lá cùng một tháng.
- Kuttsuki (くっつき): Trong bài có 4 đôi bài cùng chất.

Tuy nhiên, nếu một trong hai yaku này xuất hiện trên bàn chơi, vòng đấu đó sẽ bị huỷ và chia lại bài.